# Gaspar Felipe de Zúñiga

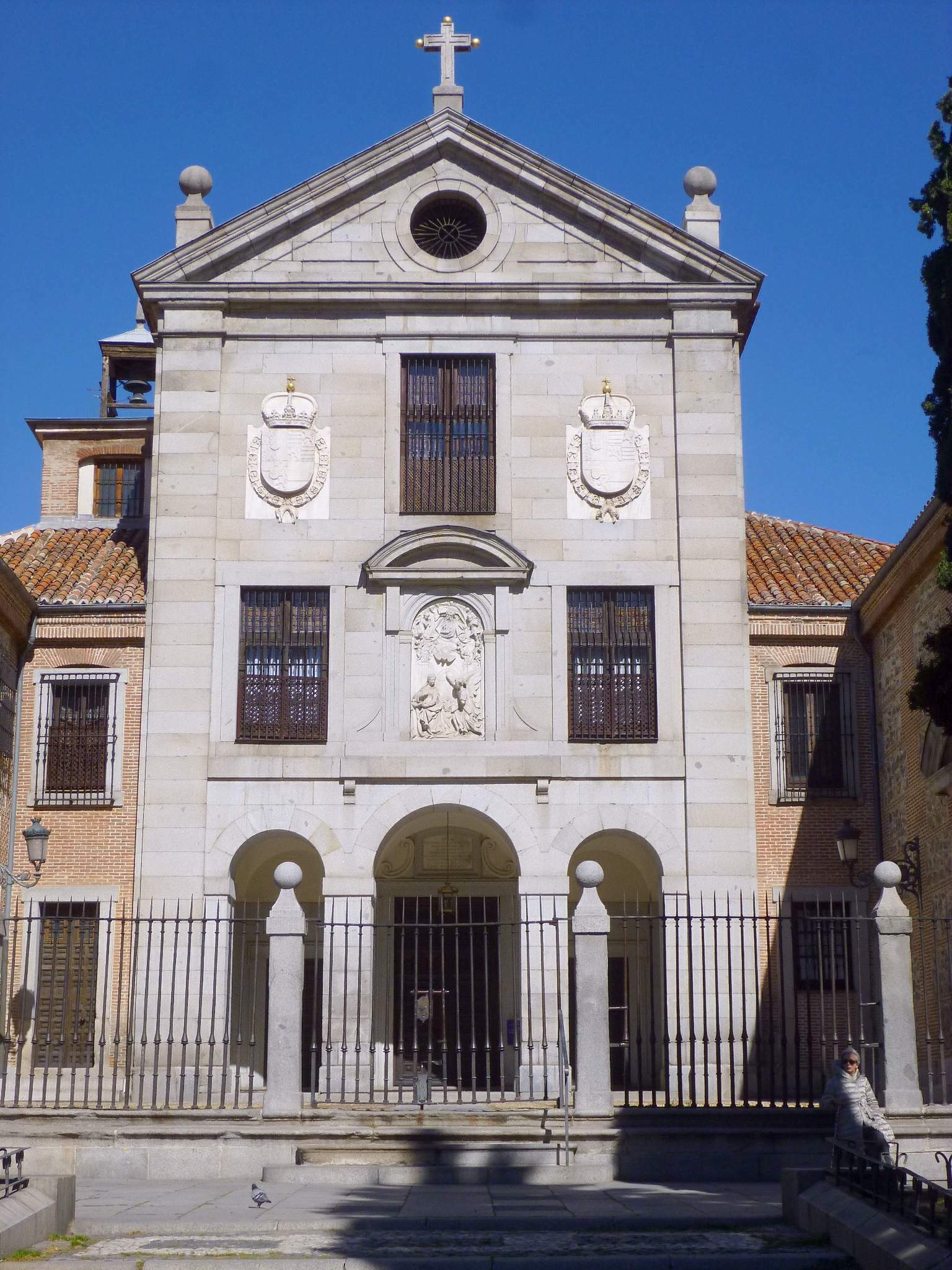
Vista de la fachada principal de la iglesia del Real Monasterio de la Encarnación donde fue bautizado solemnemente Gaspar Felipe el 29 de diciembre de 1621.

Gaspar Felipe de Guzmán (Madrid, 18 de diciembre de 1621-1625) fue un noble fallecido en la infancia conocido por las mercedes de que gozó como hijo varón de Baltasar de Zúñiga, primer ministro de Felipe IV.

## Biografía
Fue su padre el noble y político Baltasar de Zúñiga, entonces presidente del Consejo de Italia y comendador mayor de León en la Orden de Santiago; y su madre Odile Françoise de Claerhout (en España, Francisca de Clarut). Tuvo por hermanos a:
- Inés (1614-¿?)
- Isabel de Zúñiga y Claerhout, I marquesa de Tarazona (c. 1616-c. 1648), casada con Fernando Antonio de Ayala y Ulloa, III conde de Ayala.
- Jerónimo (1618-1619), enterrado en el convento de Santo Tomás de Madrid.
- Margarita (¿1619?-1627)
- Mariana (1620-1630)

Nació en el Real Alcázar de Madrid. En su nacimiento, Felipe IV le concedió la sucesión de la encomienda mayor de León en la Orden de Santiago de la que gozaba su padre. Para ello debía de ser nombrado caballero de la Orden de Santiago, iniciándose el expediente en 1624. 
El 29 de diciembre de 1629 fue bautizado solemnemente en el Real Monasterio de la Encarnación, siendo padrinos el propio Felipe IV y doña Inés de Zúñiga, prima de Gaspar Felipe y casada con Gaspar de Guzmán, conde de Olivares y futuro sucesor de Baltasar de Zúñiga en el valimiento de Felipe IV. La ceremonia de su bautismo fue de un esplendor similar al desplegado para el bautismo de infantes, por concesión especial del Papa, pudo celebrarse como estos fuera de la parroquia que correspondía al Real Alcázar y con un ritual similar (utilizándose las insignias de los bautismos reales en España: óleo, sal, agua bendita, migajón de pan, algodón, vela y cruz). Además, la iglesia del monasterio de la Encarnación (conectado con el Real Alcázar con un pasadizo) fue ricamente adornada. Asistió al bautismo gran parte la familia de Felipe IV (desde unos balcones que daban a la capilla mayor de la iglesia) y gran parte de la corte. En la tarde de ese día hubo sarao y se representó una comedia en el Real Alcázar, titulada De la maior fortuna.
En 1622 quedó huérfano de padre (octubre) y de madre (noviembre). 
Tras la muerte de sus padres, Gaspar y sus hermanas Isabel, Margarita y Mariana (únicos hijos que sobrevivieron a sus padres) fueron confiados a su abuela Françoise de Ongnies, condesa consorte de Croix y a la tutela de su primo, Manuel de Zúñiga, VI conde de Monterrey.
Murió en 1625.